# Din sko

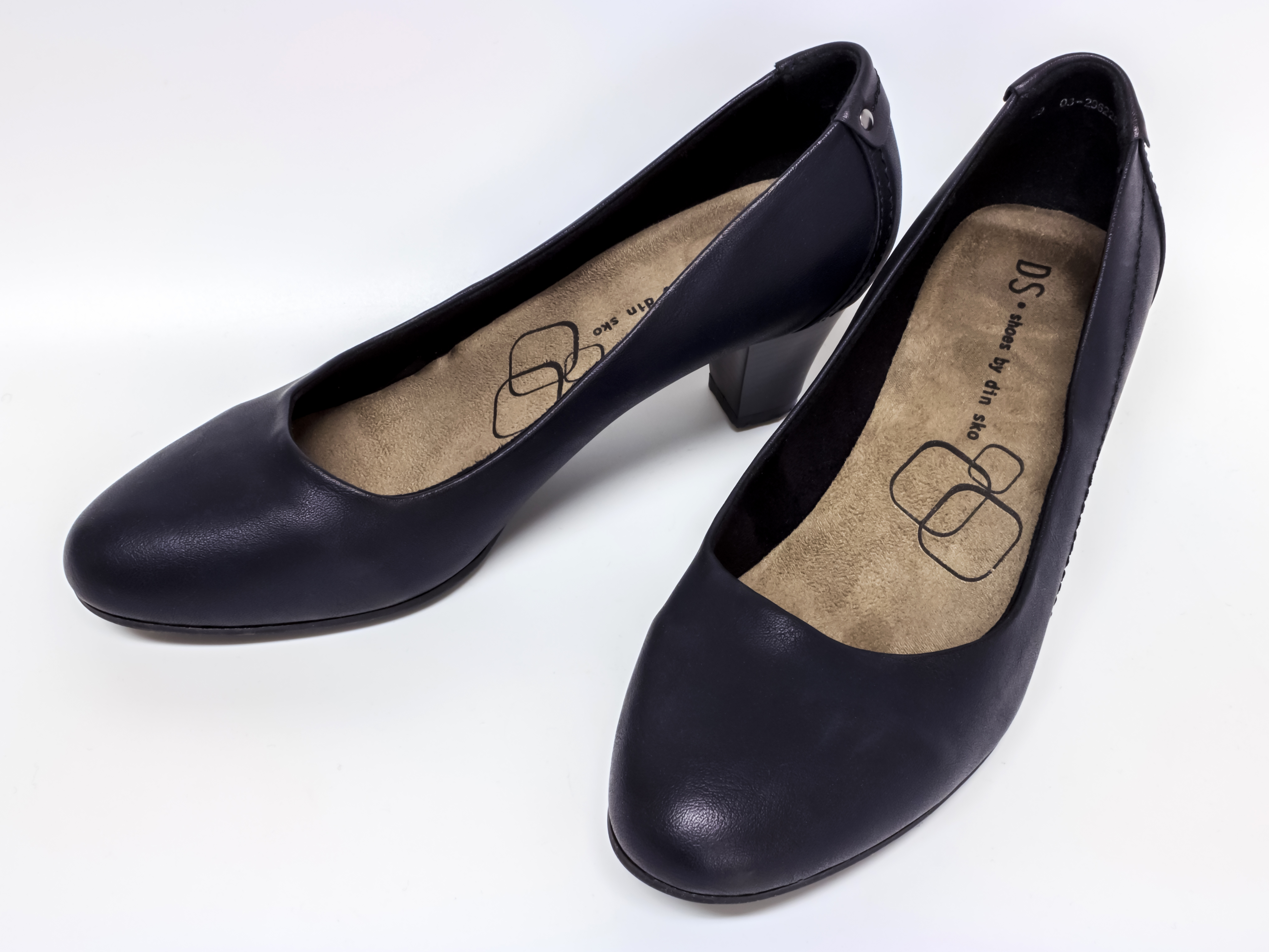
Ett par svarta pumps tillverkade av DinSko på 2010-talet.

Din sko, av företaget skrivet DinSko och din sko, startades 1961 och är Sveriges största skobutikskedja. Den drivs av den familjeägda skokoncernen NilsonGroup AB som bland annat också äger Skopunkten. Verksamhetens huvudkontor är beläget i Varberg.
Din sko har omkring 150 fysiska butiker i Sverige och Norge. Utöver butiker sker e-handel via webbshopen. Din skos sortiment består till största delen av egendesignade varumärken.